# Pollo Campero
Pollo Campero é uma rede de restaurantes fast-food de frango frito. Existem cerca de 400 lojas localizadas na Guatemala, Estados Unidos, México, Equador, El Salvador, Honduras, Nicarágua, Espanha, Itália e Barém.
A sede da empresa está localizada em Dallas, Texas.